# Okres Schärding
Okres Schärding je okres v rakouské spolkové zemi Horní Rakousy. Má rozlohu 618,49 km² a žije zde 56 517 obyvatel (k 1. 1. 2011). Sídlem okresu je město Schärding. Okres se dále člení na 30 obcí (z toho 1 město a 9 městysů).

## Města a obce

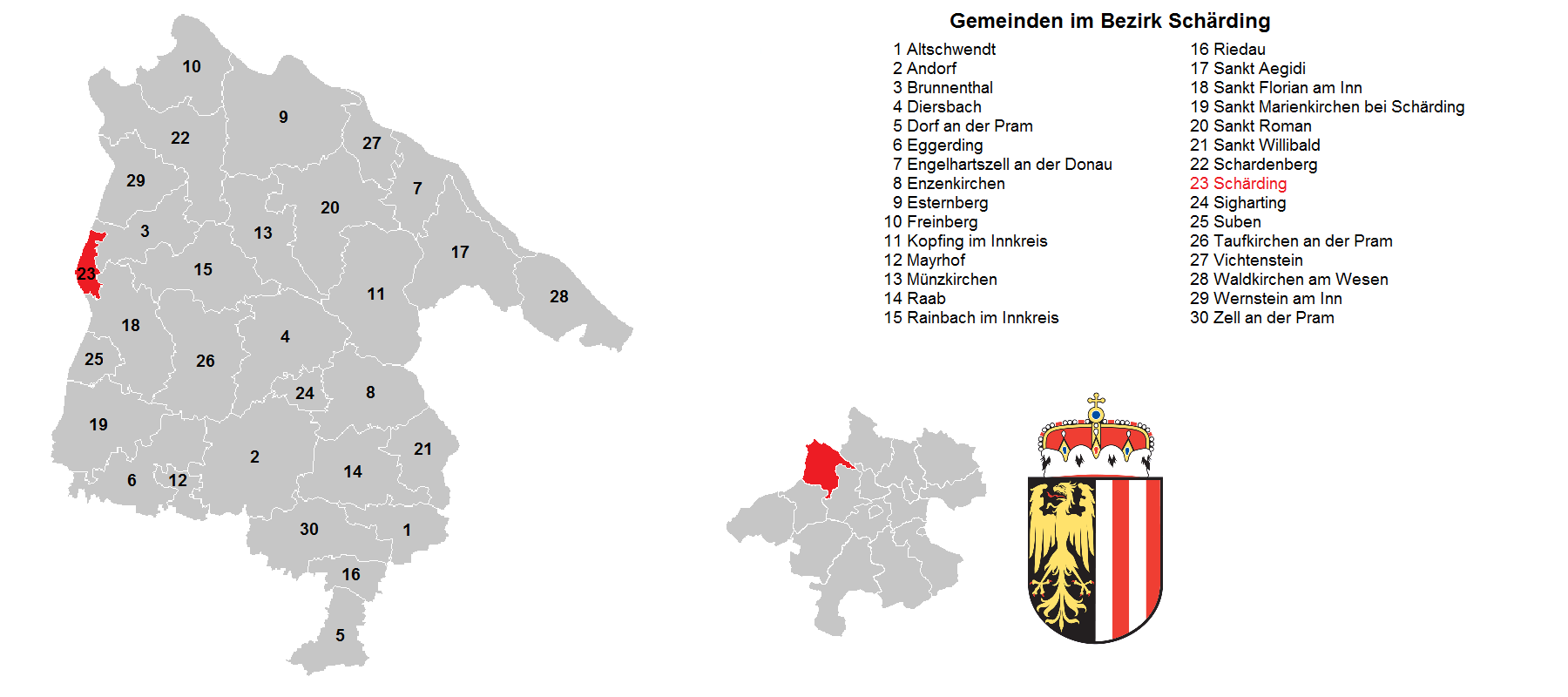
Obce v okrese Schärding

| Město: - Schärding Městysy: - Andorf - Engelhartszell an der Donau - Kopfing im Innkreis - Münzkirchen - Raab - Riedau - Sankt Florian am Inn - Taufkirchen an der Pram - Schardenberg | Obce: - Altschwendt - Brunnenthal - Diersbach - Dorf an der Pram - Eggerding - Enzenkirchen - Esternberg - Freinberg - Mayrhof - Rainbach im Innkreis - Sigharting - Sankt Aegidi - Sankt Marienkirchen bei Schärding - Sankt Roman - Sankt Willibald - Suben - Vichtenstein - Waldkirchen am Wesen - Wernstein am Inn - Zell an der Pram |